# Filmografie Bély Lugosiho
Béla Lugosi v průběhu své kariéry hrál ve velkém množství rolí. Následující seznam je jejich souhrnem.

## První desetiletí
- Nászdal (1917)
- Az Ezredes (1917)
- A Régiséggyüjtö (1917)
- Leoni Leo (1917)
- Casanova (1918)
- Lulu (1918)
- Álarcosbál (1918)
- Küzdelem a létért (1918)
- Tavaszi vihar (1918)
- Lili (1918)
- Az Élet királya (1918)
- A 99-es számú bérkocsi (1918)

## 20. léta
- Die Frau im Delphin (1920)
- Die Fluch der Menschheit (1920)
- Die Teufelsanbeter (1920)
- Hypnose (1920)
- Der Tanz auf dem Vulkan (1920)
- Nat Pinkerton im Kampf (1920)
- Der Januskopf (1920)
- Der Wildtöter und Chingachgook (1920)
- Der Im Rausche der Milliarden (1920)
- Auf den Trümmern des Paradieses (1920)
- The Last of the Mohicans (1920) (německý film)
- Die Todeskarawane (1920)
- The Last of the Mohicans (1920)
- Die verschwundene Million (1921)
- Ihre Hoheit die Tänzerin (1922)
- The Silent Command (1923)
- The Rejected Woman (1924)
- He Who Gets Slapped (1924)
- The Midnight Girl (1925)
- Daughters Who Pay (1925)
- Punchinello (1926)
- How to Handle Women (1928)
- The Veiled Woman (1929)
- Prisoners (1929)
- The Thirteenth Chair (1929)

## 30. léta
- Such Men Are Dangerous (1930)
- Wild Company (1930)
- Renegades (1930)
- Viennese Nights (1930)
- Oh, For A Man (1930)
- Dracula (1931)
- 50 Million Frenchmen (1931)
- Women Of All Nations (1931)
- The Black Camel (1931)
- Broadminded (1931)
- Murders in the Rue Morgue (1932)
- White Zombie (1932)
- Chandu the Magician (1932)
- The Death Kiss (1932)
- Island of Lost Souls (1933)
- The Whispering Shadow (1933)
- International House (1933)
- The Devils in Love (1933)
- The Black Cat (1934)
- Gift of Gab (1934)
- The Return of Chandu (1934)
- The Mysterious Mr. Wong (1934)
- Chandu on the Magic Island (1935)
- The Best Man Wins (1935)
- Mark of the Vampire (1935)
- The Mystery of the Marie Celeste (1935)
- The Raven (1935)
- Murder by Television (1935)
- The Invisible Ray (1936)
- Postal Inspector (1936)
- Shadow of Chinatown (1936)
- S.O.S. Coast Guard (1937)
- The Phantom Creeps (1939)
- Son of Frankenstein (1939)
- The Gorilla (1939)
- Ninotchka (1939)

## 40. léta
- The Dark Eyes of London (1940)
- The Saint's Double Trouble (1940)
- Black Friday (1940)
- The Devil Bat (1940)
- You'll Find Out (1940)
- Invisible Ghost (1941)
- The Black Cat (1941)
- Spooks Run Wild (1941)
- Vlkodlak (1941)
- Black Dragons (1942)
- The Ghost of Frankenstein (1942)
- S.O.S. Coast Guard (1942)
- The Corpse Vanishes (1942)
- Night Monster (1942)
- Bowery at Midnight (1942)
- The Ape Man (1943)

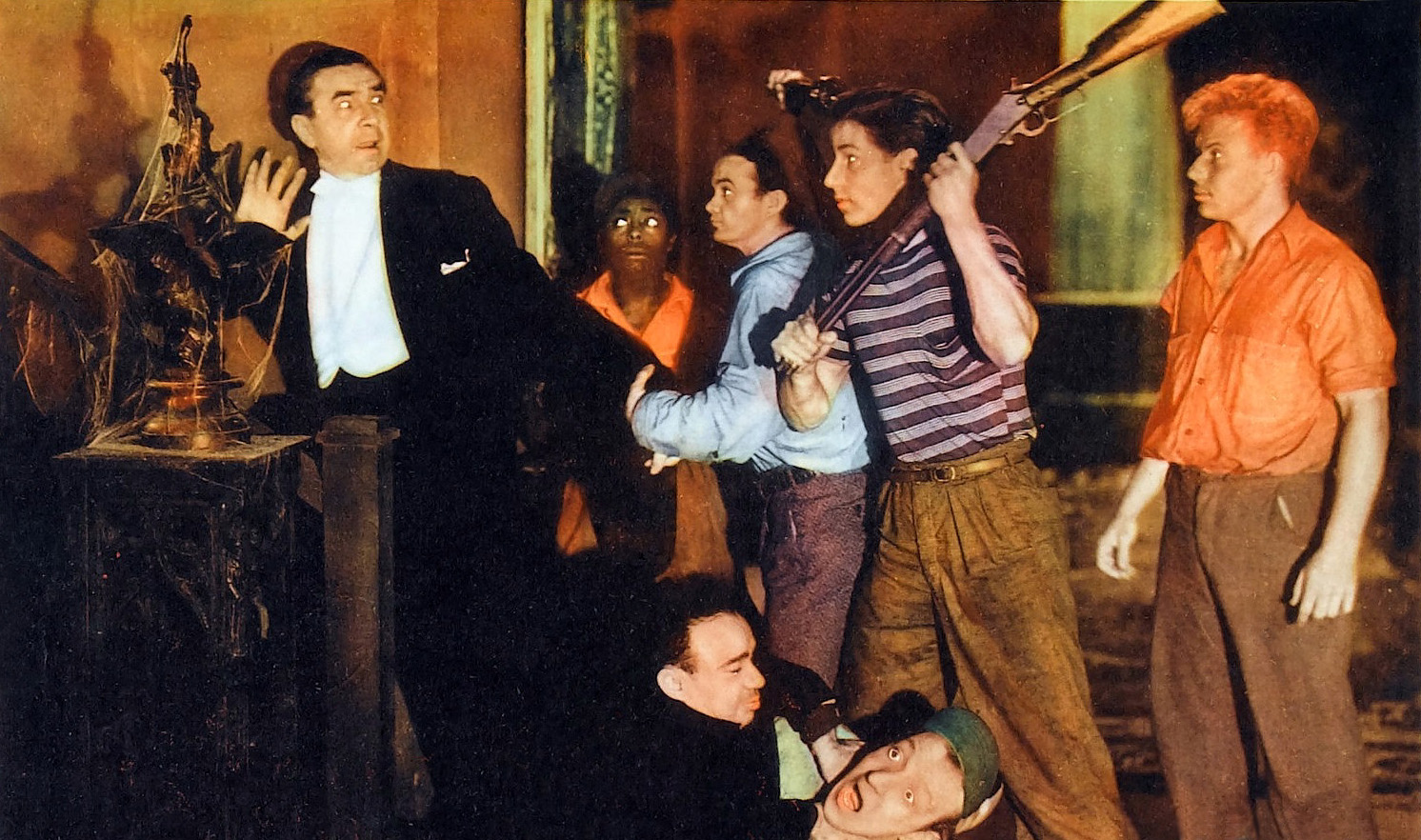
Spooks Run Wild (1941)

- Frankenstein Meets the Wolf Man (1943)
- Ghosts on the Loose (1943)
- The Return of the Vampire (1944)
- Voodoo Man (1944)
- Return of the Ape Man (1944)
- One Body Too Many (1944)
- Zombies on Broadway (1945)
- The Body Snatcher (1945)
- Genius at Work (1946)
- Scared to Death (1947)
- Abbott and Costello Meet Frankenstein (1948)

## 50. léta
- Old Mother Riley Meets the Vampire (1952)
- Bela Lugosi Meets a Brooklyn Gorilla (1952)
- Glen or Glenda (1953)
- Bride of the Monster (1955)
- The Black Sleep (1956)
- Plan 9 from Outer Space (1959)

## Ostatní filmy
Následující filmy jsou nedodělaná díla a odmítnuté nebo zrušené role.
- Karl May/Saharan Dobrodružný seriál (1920)
- The Right to Dream (1924)
- Luxury (1930)
- Dracula(vaudeville version) (1930)
- Frankenstein (1930)
- The Hunchback of Notre Dame (1931)
- Thrillers (1932)
- The Invisible Man (1932)
- The Suicide Club (1932)
- The Empty Cahir (1932)
- Conception (1933)
- Murder at the Vanities (1933)
- The Return of Frankenstein (1933)
- Pagan Fury (1934)
- Vampire of the Skies (1935)
- Cagliostro (1935)
- Dracula's Daughter (1935)
- Old Mother Riley Meets the Vampire 2 (1953)
- King Robot (1953)
- Lock up your Daughters (1956)
- The Final Curtain (1956)